# Philippe Hinschberger
Philippe Hinschberger (Algrange, 19 novembre 1959) è un allenatore di calcio ed ex calciatore francese, di ruolo centrocampista.
Anche i suoi figli Florent e Bastien sono calciatori.

## Carriera

### Giocatore
Tutta la sua carriera si svolge con il Metz, in cui milita per quindici stagioni, collezionando oltre 400 presenze in campionato.

### Allenatore
Dopo aver appeso le scarpe al chiodo intraprende la carriera di allenatore, sedendosi dapprima sulla panchina del Louhans-Cuiseaux, per passare poi al Niort. Segue una breve esperienza con il Le Havre, con il seguente ritorno al Niort.

## Palmarès

### Giocatore

#### Competizioni nazionali
- Coppa di Francia: 2

Metz: 1983-1984, 1987-1988
- Coppa di Lega francese: 1

Metz: 1986

### Allenatore

#### Competizioni nazionali
- Championnat National: 2

Louhans-Cuiseaux: 1998-1999
Niort: 2005-2006